# Gabriel Mariaca
General Gabriel Mariaca fue un militar mexicano que participó en la Revolución mexicana.

## Maderismo
Nació en Santa Rosa Treinta, municipio de Tlaltizapán, Morelos. Se incorporó a las fuerzas maderistas a las órdens del Gral. Modesto Rangel.

## Zapatismo
Al romper Emiliano Zapata con Francisco I. Madero se mantuvo fiel al movimiento suriano y, dentro de las fuerzas de Rangel, llegó a obtener el grado de coronel. A la muerte del general, en 1916, Mariaca quedó al mando de sus fuerzas y ascendió a general de brigada por el general Genovevo de la O. El 13 de agosto de 1916 participó en el ataque a fuerzas carrancistas en Tlaltizapán, en el que los zapatistas tuvieron que replegarse, dejando la población bajo el dominio de los carrancistas. A la muerte del Gral. Emiliano Zapata tomó parte en la junta de generales y jefes para nombrar a su sucesor, votando a favor del Gral. Gilbardo Magaña Cerda.

## Ejército Mexicano
En 1920, gracias a la integración del movimiento zapatista al gobierno de los sonorenses, ingresó al Ejército Mexicano y formó parte de la 1.ª. División del Sur, al frente de la guarnición de la ciudad de Cuernavaca por los generales José Cruz Rosas, José Zamora, Benigno Abúndez y otros. Murió asesinado en el trayecto a Chipitlán, ignorándose aún la causa.